# Municipio de Lakeview (Minnesota)
El municipio de Lakeview (en inglés: Lakeview Township) es un municipio ubicado en el condado de Carlton en el estado estadounidense de Minnesota. En el año 2010 tenía una población de 179 habitantes y una densidad poblacional de 2,01 personas por km².

## Geografía
El municipio de Lakeview se encuentra ubicado en las coordenadas 46°37′36″N 92°58′39″O / 46.62667, -92.97750. Según la Oficina del Censo de los Estados Unidos, el municipio tiene una superficie total de 88.98 km², de la cual 86,58 km² corresponden a tierra firme y (2,7 %) 2,4 km² es agua.

## Demografía
Según el censo de 2010, había 179 personas residiendo en el municipio de Lakeview. La densidad de población era de 2,01 hab./km². De los 179 habitantes, el municipio de Lakeview estaba compuesto por el 97,21 % blancos, el 0,56 % eran asiáticos y el 2,23 % eran de una mezcla de razas. Del total de la población el 0 % eran hispanos o latinos de cualquier raza.